# هدية الأرز

هدية الأرز لفرقة الآيدول إكسو

هدية الأرز أو فان رايزي أو سال غيبو، عادة ما يكون عبارة عن أكوام من أكياس الأرز مزينة مع أشرطة وصور، وهي هدايا من الفانز الكي بوب إلى الفنانين المفضلين لديهم. كمية الأرز المتبرع به يمكن أن تختلف من بضعة كيلوغرامات إلى عدة أطنان.